# 兴隆镇 (岳池县)
兴隆镇，是中华人民共和国四川省广安市岳池县下辖的一个乡镇级行政单位。

## 行政区划
兴隆镇下辖以下地区：
兴旺社区、八角亭村、大仓沟村、百家店村、金台山村、方家沟村、五通庙村、陈家梁村、汉山观村、龙王井村、香积寺村、陈家坡村、粑粑店村、杨房沟村、禹山寺村和四合村。